# Tokyo Aquatics Centre
Das Tokyo Aquatics Centre (japanisch 東京アクアティクスセンター Tōkyō akuatikusu sentā) ist eine Schwimmhalle im „Wald-von-Tatsumi-Strandpark“ (辰巳の森海浜公園 Tatsumi no mori kaihin kōen) im Süden Tokios. Er liegt im Stadtteil Tatsumi des Bezirks Kōtō im Osten der Präfektur Tokio. Baubeginn war im April 2017, die Fertigstellung fand 2020 statt. Insgesamt beliefen sich die Baukosten auf 56,7 Mrd. ¥ (471 Mio. €). Die für den 22. März 2020 geplante Eröffnung wurde wegen der COVID-19-Pandemie verschoben und fand am 26. Oktober 2020 ohne Publikum statt.
Die Schwimmhalle wurde für die Olympischen Sommerspiele 2020 gebaut und bietet bis zu 12.000 Zuschauern Platz. Auch bei den Paralympischen Spielen wurde die Arena für die Schwimmwettbewerbe genutzt.
Die Schwimmhalle verfügt über zwei Schwimmbecken und ein Becken für das Wasserspringen. Das Dach wurde auf dem Boden erbaut und Schritt für Schritt auf eine Höhe von 37 Meter angehoben. Es ist 160 Meter lang, 130 Meter breit und 10 Meter dick. Das Dach wiegt 7.000 Tonnen. In Zukunft sollen im Aquatics Centre jährlich hunderte Wettbewerbe auf nationaler und internationaler Ebene sowie im Juniorenbereich stattfinden. Des Weiteren sollen auch die Bürger Tokios nach den Spielen das Schwimmbecken nutzen können.

## Abbildungen

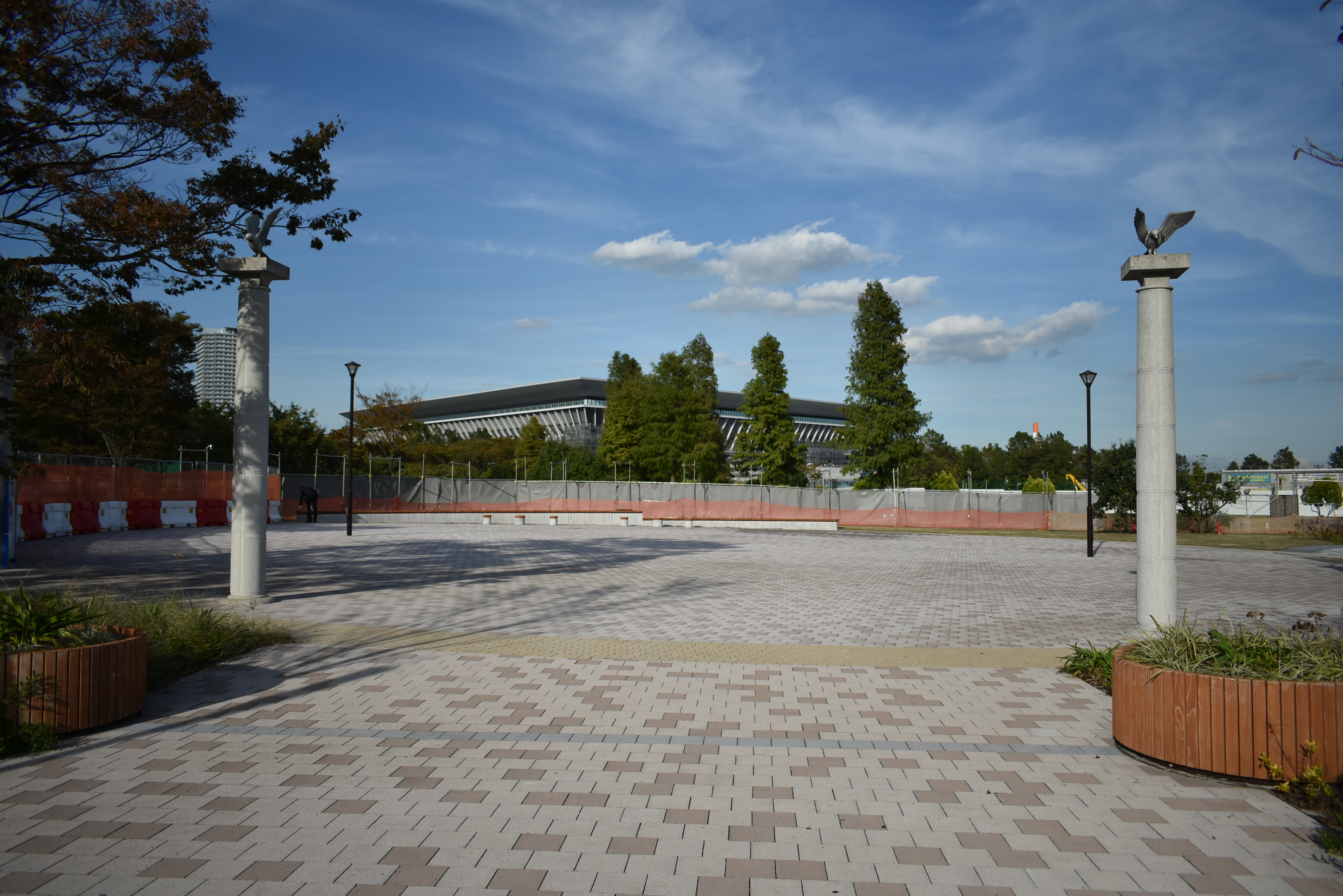
Eingang zum Mori-Strandpark
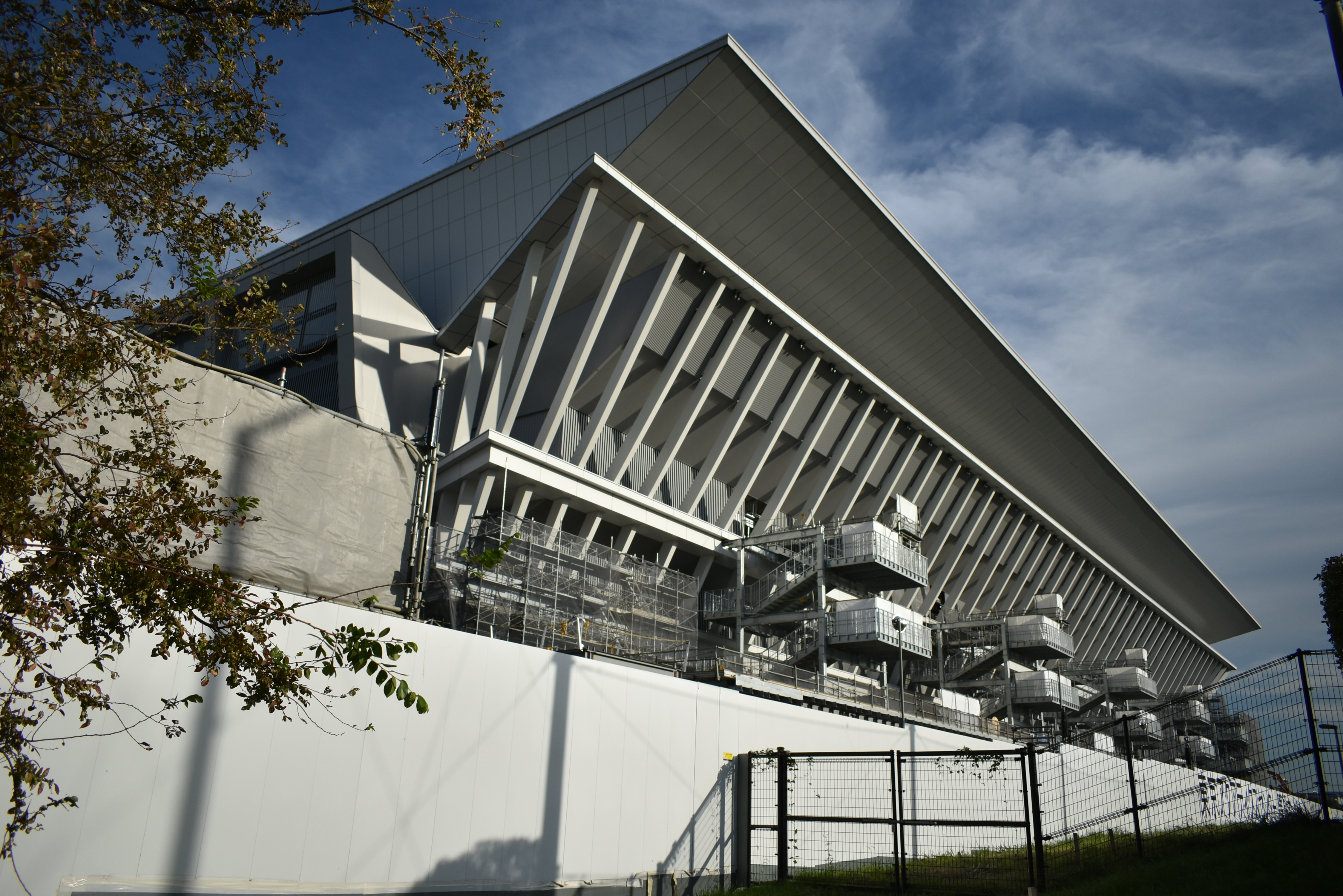
Aquatics Center (Südwestseite, 2019)
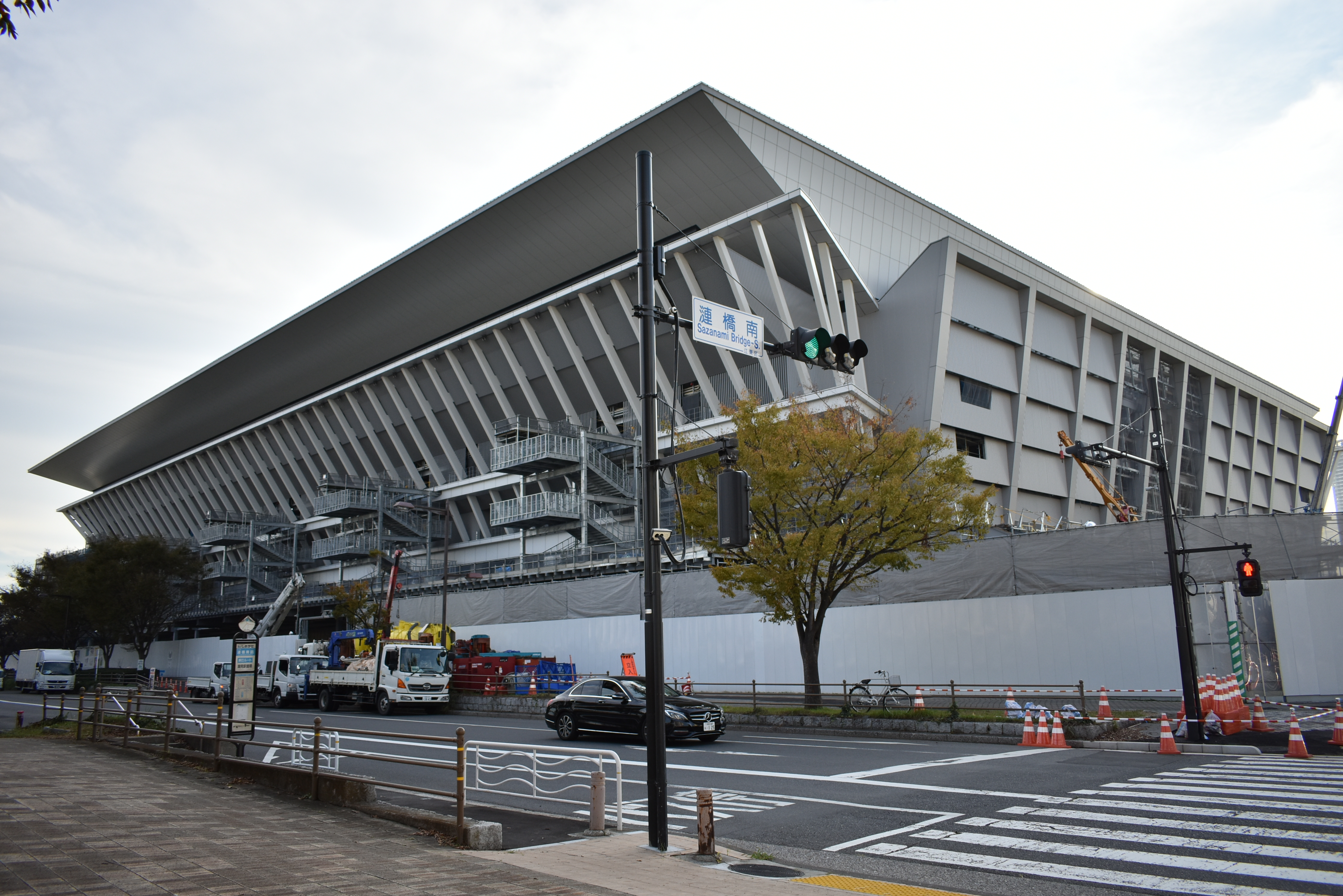
Aquatics Center (Nordostseite, 2019)
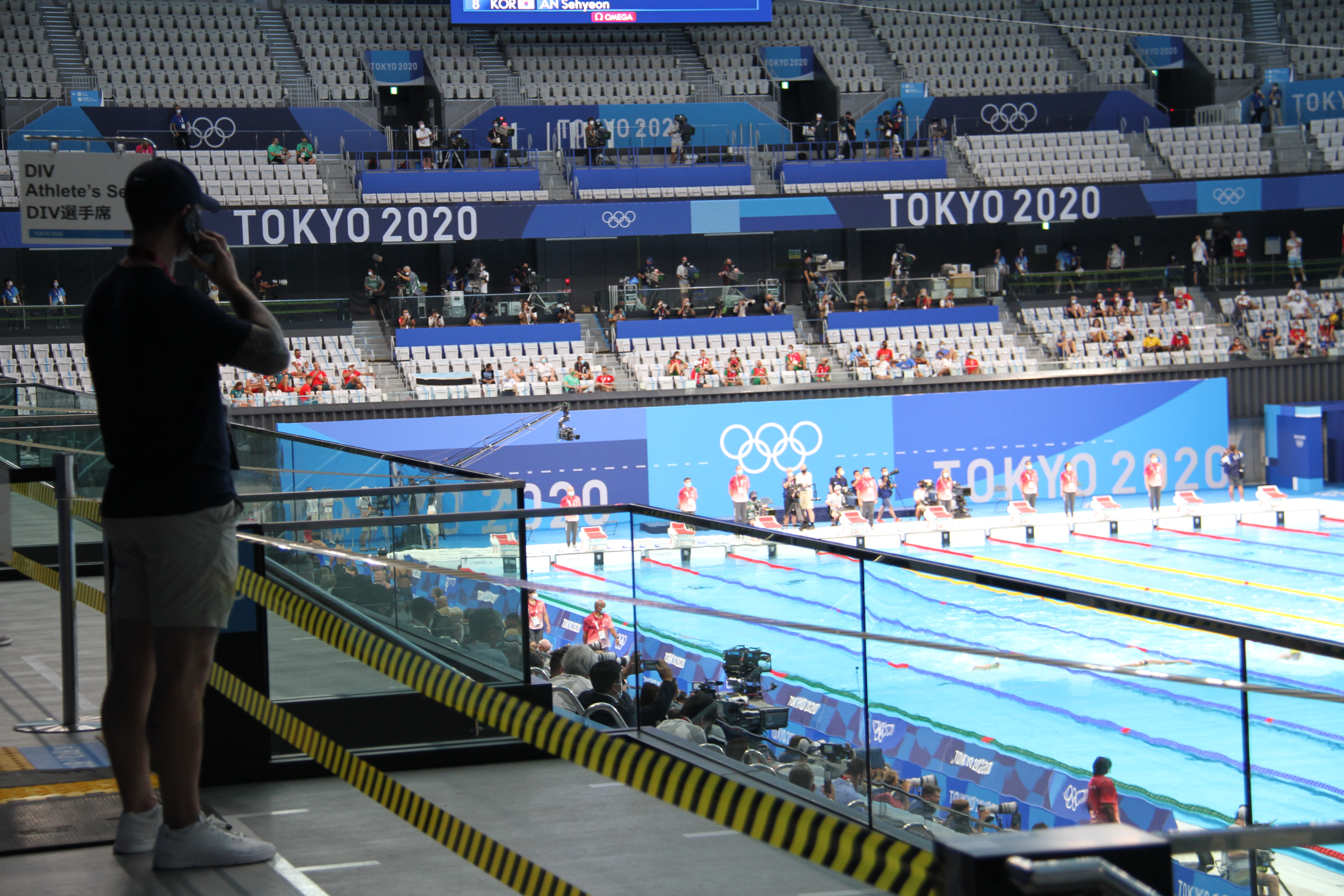
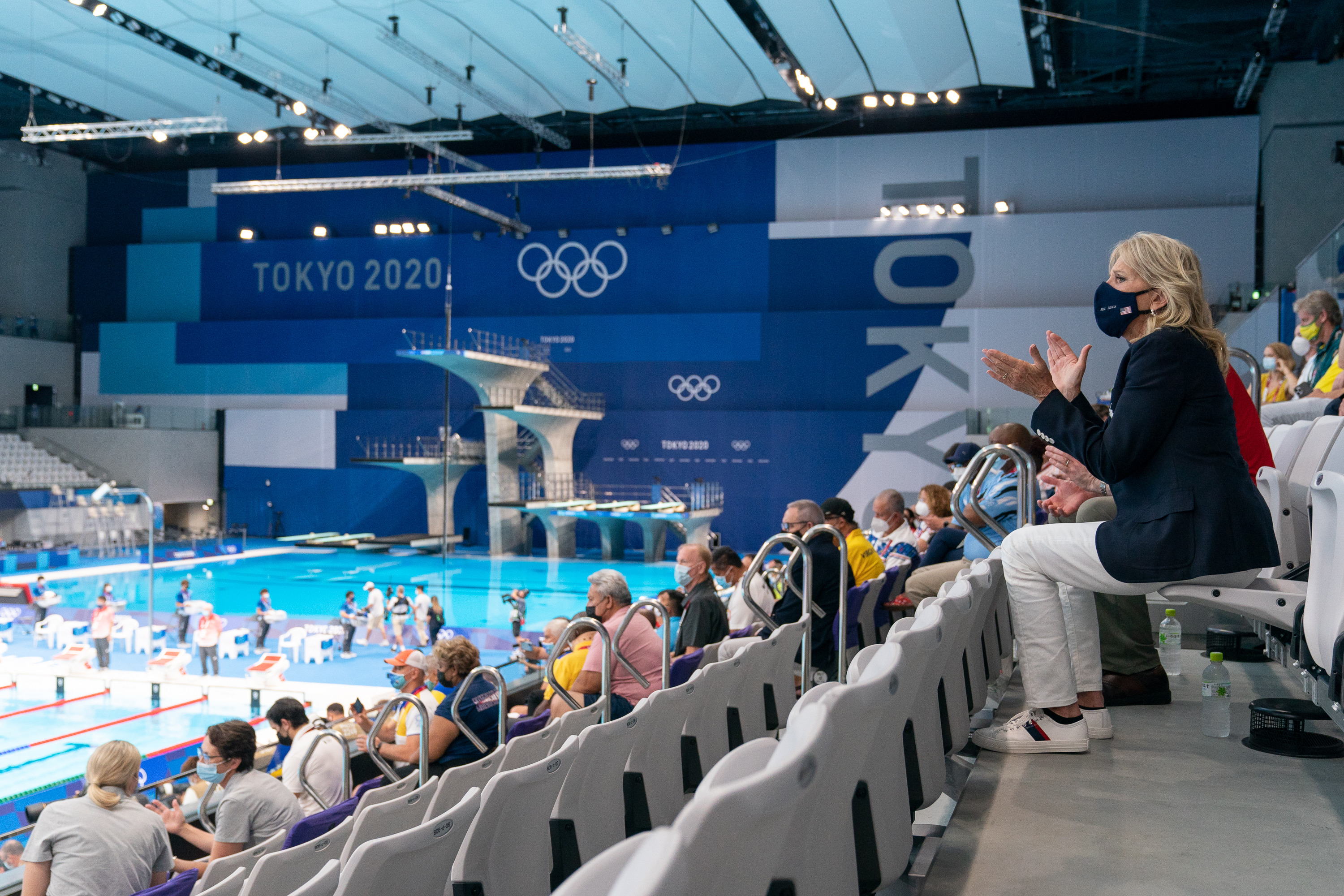